# Teràpia de substitució de nicotina

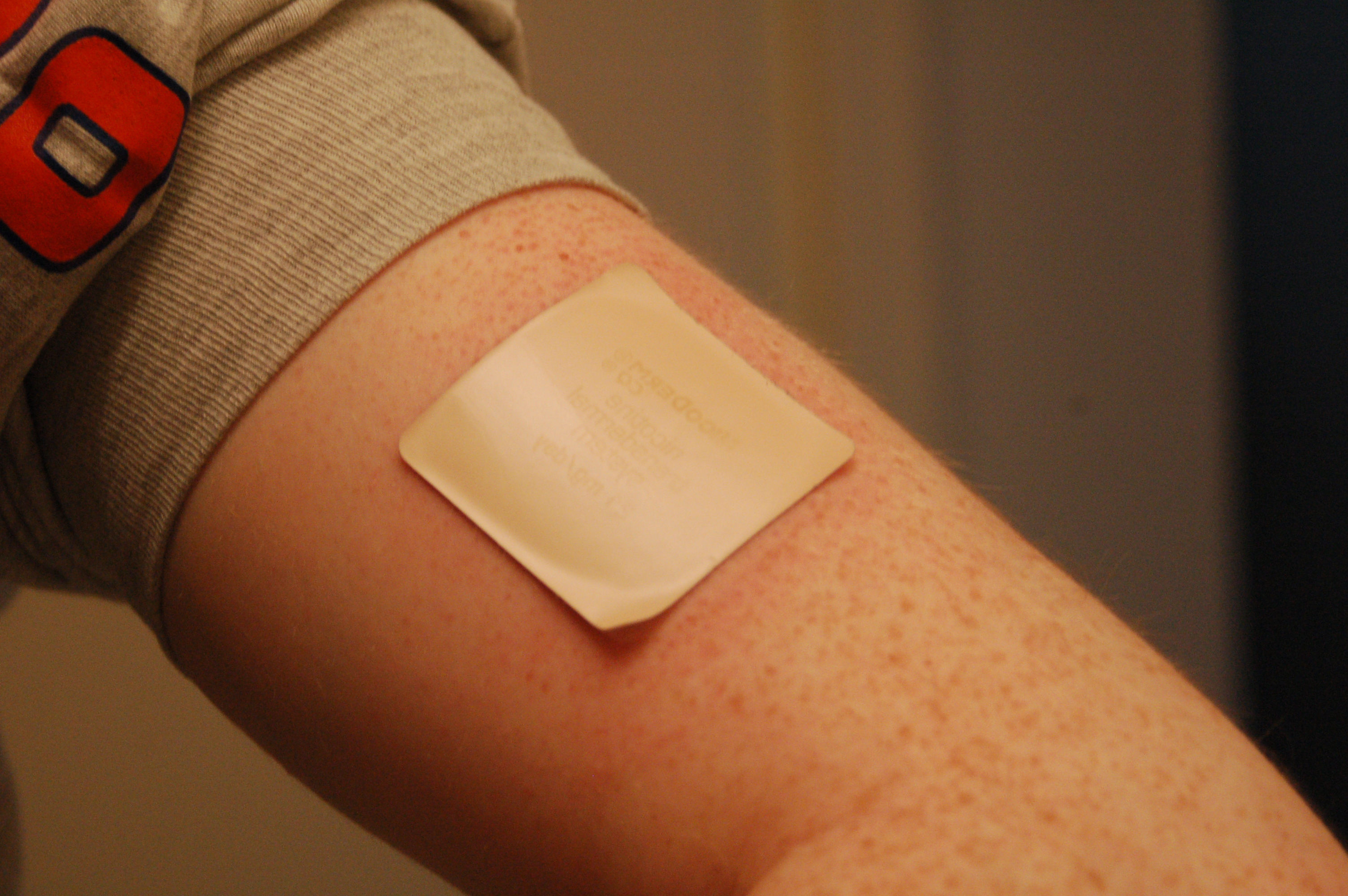
Un pegat de nicotina aplicat al braç esquerre

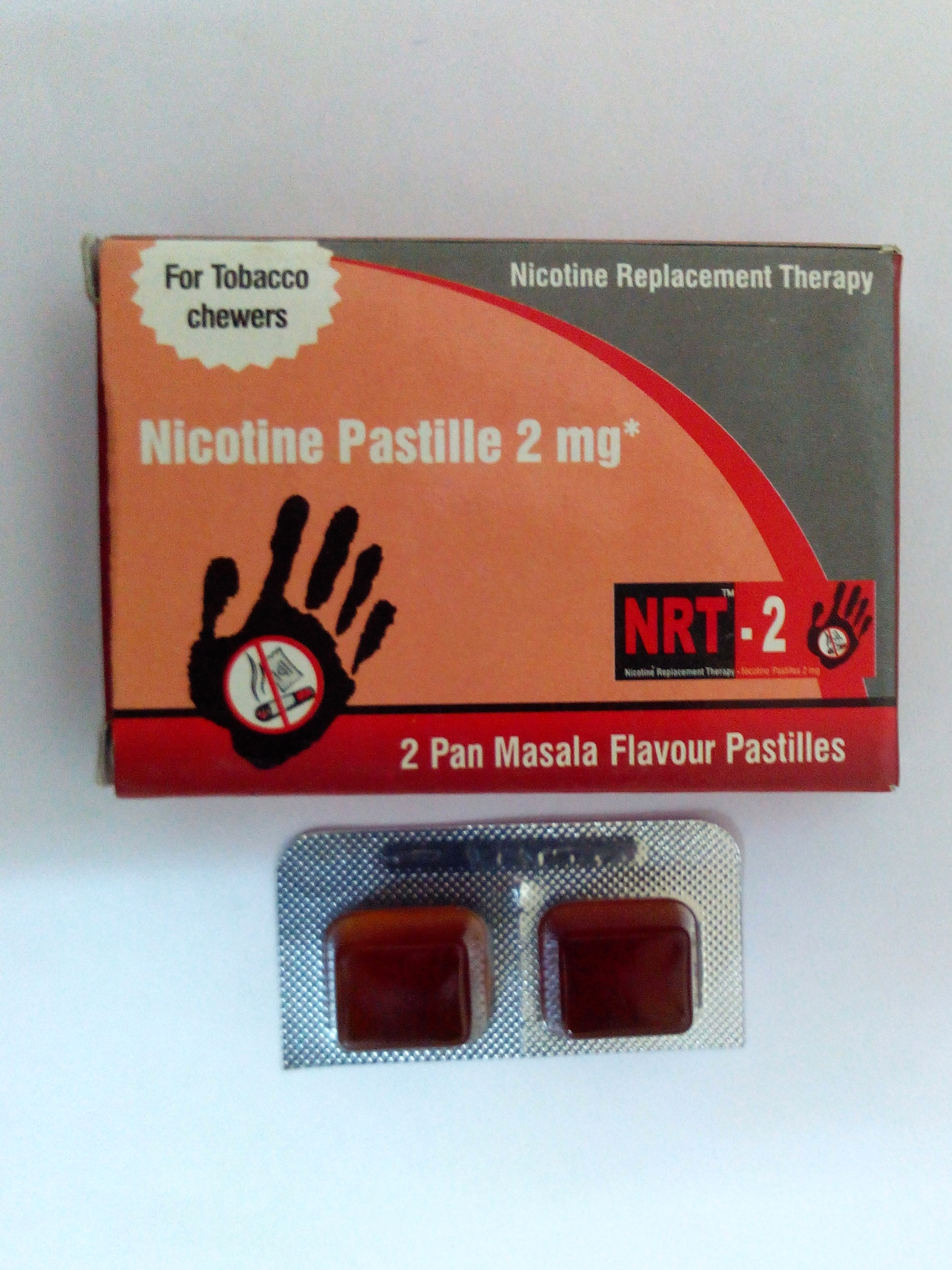
Pastilles de nicotina utilitzats en el tractament

La teràpia de substitució de nicotina (comunament abreujat a TSN) és una manera d'administrar nicotina al cos per mitjans diferents del tabac. S'utilitza per disminuir els símptomes d'abstinència provocats per deixar de fumar o, rarament, de mastegar el tabac.
La teràpia de substitució de nicotina redueix el deler (o desig compulsiu de tornar a experimentar els efectes d'una substància a la qual s'és addicte) causat per l'addicció a la nicotina en els fumadors i mastegadors, en ajudar a deixar el tabac s'eviten gran part dels efectes nocius del tabac. L'hàbit de fumar i mastegar és alhora una conducta apresa i una addicció física a la nicotina, per tant, l'ús conjunt de productes de substitució de nicotina i l'assessorament poden ajudar els que tracten de deixar de fumar. L'ús de la teràpia de substitució de nicotina augmenta l'èxit de deixar de fumar inicialment en un 50 a un 70%.
Els productes de substitució de nicotina estan en la Llista model de Medicaments essencials de l'Organització Mundial de la Salut, una llista dels medicaments més important que es necessita en un sistema bàsic de salut. Existeixen, d'aquests productes, diferents presentacions: pegats, xiclets, pastilles, inhaladors i aerosols nasals.

## Mecanisme
Els diferents productes de substitució de nicotina varien en el temps que triga la nicotina per entrar al cos i el temps que s'hi està.
Els pegats de nicotina s'apliquen a la pell i administren contínuament una dosi estable de nicotina lentament durant 16-24 hores. El xiclet de nicotina, l'aerosol de nicotina, els comprimits sublinguals de nicotina, les pastilles de nicotina s'administren per via oral amb una absorció més ràpida de nicotina en el cos, però que no dura gaire temps. Els inhaladors de nicotina que administren una dosi establerta de nicotina que s'absorbeix ràpidament a través dels pulmons i les membranes mucoses de la gola, i que també que no dura gaire temps. Per exemple, els nivells de nicotina a la sang són els més alts 5-10 minuts després d'usar l'esprai nasal de nicotina, 20 minuts després d'utilitzar un inhalador de nicotina o un xiclet de mastegar de nicotina, i 2-4 hores després d'usar un pegat de nicotina.

## Marques comercials
A l'estat espanyol està comercialitzat amb els noms Nicorette (polvoritzadors 1mg, pegats 10, 15mg/16h, xiclets 2, 4mg), Nicotinell (xiclets 2 i 4mg), Niquitin (pegats 7, 14 i 21mg/24h, xiclets 1,5, 2 i 4mg) i Quitt (xiclets 2 i 4mg).